# Pewee Valley
Pewee Valley – miasto w Stanach Zjednoczonych, w stanie Kentucky, w hrabstwie Oldham.